# Dogania
Dogania é um género de tartarugas da família Trionychidae.
Este género contém as seguintes espécies:
- Dogania subplana